# Аели
Аели (бел. Ае́лі) — хутор в Островецком районе Гродненской области Беларуси. В составе в Рытанского сельсовета. В 2014 году в хуторе проживал 1 человек.

## География
Расположен в 36 км от города Островец, в 41 км от железнодорожной станции Гудогай, в 291 км от Гродно.

## История
С 1904 года в Кемелишской волости Свенцянского уезда Виленской губернии Российской империи. В 1905 году хутор был владением Гелижинского.
С 1922 года в составе Польши, с 1939 года в составе БССР. С 1992 года в составе колхоза «Кемелишки».
С 26 июня 1965 года по 31 марта 2013 года входил в состав Кемелишковского сельсовета.

## Население
- 1897 год — 56 человек
- 1905 год — 14 человек
- 1938 год — 31 человек
- 1959 год — 16 человек
- 1970 год — 11 жителей
- 1999 год — 8 жителей
- 2004 год — 7 жителей
- 2009 год — 2 жителей[2]
- 2014 год — 1 житель